# Melanoxanthus melanocephalus
Melanoxanthus melanocephalus är en skalbaggsart som först beskrevs av Fabricius 1781.  Melanoxanthus melanocephalus ingår i släktet Melanoxanthus och familjen knäppare. Inga underarter finns listade i Catalogue of Life.